# Stelgidopteryx
Stelgidopteryx és un dels gèneres d'ocells, de la família dels hirundínids (Hirundinidae).
Les diferents espècies són anomenades "orenetes eriçades" («rough-winged», en anglès) en referència a la vora serrada de les plomes de l'ala d'aquest gènere; aquesta característica només seria evident amb l'ocell a la mà.

## Taxonomia
Segons la classificació del Congrés Ornitològic Internacional (versió 13.2, 2023), aquest gènere conté 2 espècies:
- Stelgidopteryx serripennis - oreneta eriçada septentrional.
- Stelgidopteryx ruficollis - oreneta eriçada meridional.

Tanmateix, segons altres obres taxonòmiques com el Handook of the Birds of the World i la quarta versió de la BirdLife International Checklist of the birds of the world (Desembre 2019), el gènere Stelgidopteryx constaria de 3 espècies, car consideren que una subespècie de l'oreneta eriçada septentrional (S. serripennis ridgwayi), seria una espècie apart. Segons aquest criteri, s'hauria d'afegir:
- Stelgidopteryx ridgwayi - oreneta eriçada de Yucatán.